# Reka Szabo
Reka Zsofia Szabo z domu Lazăr (ur. 11 marca 1967 w Braszowie) – rumuńska florecistka, dwukrotna medalistka olimpijska, wielokrotna medalistka mistrzostw świata.
Na igrzyskach olimpijskich w Seulu w 1988 roku zajęła 21. miejsce turnieju indywidualnym. Na rozgrywanych cztery lata później igrzyskach olimpijskich w Barcelonie reprezentacja Rumunii w składzie: Reka Szabo, Claudia Grigorescu, Elisabeta Tufan, Laura Badea i Roxana Dumitrescu zdobyła drużynowo brązowy medal. Zajęła tam także szóste miejsce indywidualnie. Następnie razem z Laurą Badeą i Roxaną Scarlat zdobyła srebrny medal w zawodach drużynowych podczas igrzysk olimpijskich w Atlancie w 1996 roku. Indywidualnie zajęła tym razem dziewiętnaste miejsce. Brała również udział w igrzyskach olimpijskich w Sydney w 2000 roku, zajmując ósme miejsce indywidualnie.
Podczas mistrzostw świata w Lozannie w 1987 roku razem z Elisabettą Tufan, Claudią Grigorescu, Georgetą Becą i Rozalią Husti zdobyła srebrny medal w zawodach drużynowych. W konkurencji tej Rumunki z Szabo w składzie zdobywały następnie złoty medal na mistrzostwach świata w Atenach (1994), srebrne podczas mistrzostw świata w Hadze (1995), mistrzostw świata w Kapsztadzie (1997) i mistrzostw świata w La Chaux-de-Fonds (1998) oraz brązowe na mistrzostwach świata w Lizbonie (2002) i mistrzostwach świata w Hawanie (2003). Ponadto na mistrzostwach świata w Atenach w 1994 roku zdobyła indywidualnie złoty medal, pokonując w finale Włoszkę Valentinę Vezzali.
Zdobyła również cztery medale mistrzostw Europy: złoto indywidualnie na mistrzostwach Europy w Keszthely (1995), srebro indywidualnie na mistrzostwach Europy w Funchal (2000), brąz indywidualnie na mistrzostwach Europy w Płowdiwie (1998) oraz brąz drużynowo podczas mistrzostw Europy w Koblencji (2001).
Jej mąż, Vilmoș Szabo, także reprezentował Rumunię w szermierce, a ich syn, Matyas Szabo, w tym samym sporcie reprezentował Niemcy.